# エスリンゲン・アム・ネッカー・トロリーバス
エスリンゲン・アム・ネッカー・トロリーバス（ドイツ語: Oberleitungsbus Esslingen am Neckar）は、ドイツの都市であるエスリンゲン・アム・ネッカー市内に存在するトロリーバス。2025年時点でドイツに現存する3つのトロリーバス路線の1つで、同都市で公共交通機関を運営するエスリンゲン・アム・ネッカー地方交通会社（Städtischer Verkehrsbetrieb Esslingen am Neckar、SVE）による運営が行われている。

## 概要・歴史
エスリンゲン・アム・ネッカー市内には、かつて1911年に開通した路面電車路線（エスリンゲン・アム・ネッカー市電）が存在した。第一次世界大戦の荒廃や復興を経て、都市の発展に合わせ多くの利用客を記録したが、第二次世界大戦勃発後、路面電車の大半の施設は戦闘によって破壊され、残された路線も修繕がままならない状況になった。これを受け、戦前から計画されていたトロリーバスによって路面電車網を置き換える事が1943年に決定し、路面電車が廃止された1944年7月7日の3日後となる7月10日から営業運転を開始した。
第二次世界大戦後、西ドイツの各都市ではトロリーバスが次々に廃止されていった一方、エスリンゲン・アム・ネッカーのトロリーバスでは多くの利用客を抱える路線となり、1961年には延伸も実施された。また、利用客の増加を受けて廃止された各都市のトロリーバスの中古車両を導入した一方、1970年代以降は架線が存在しない郊外への直通運転を目的に、充電池やディーゼルエンジンを搭載したデュオバス（DUO-Bus）の導入が1988年まで行われた。ドイツ再統一以降も車両の近代化は続いており、2002年以降はノンステップバスの導入が続く一方、デュオバスについてはこのノンステップバスへの置き換えにより2005年に営業運転を終了し、ディーゼルバスへの改造車両も含め各都市への譲渡が行われている。

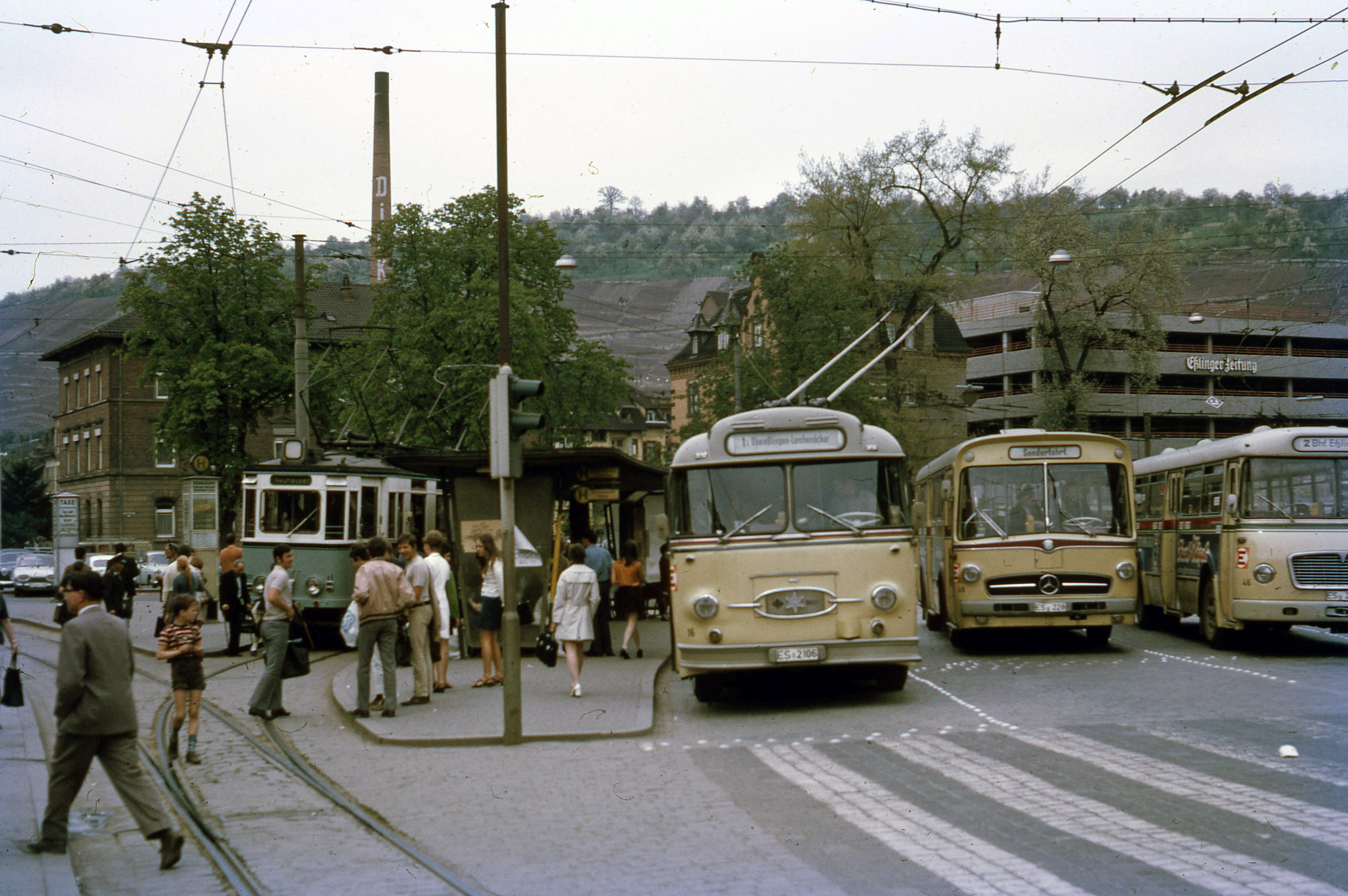
都市間路面電車（ドイツ語版）と並ぶトロリーバス（1970年撮影）
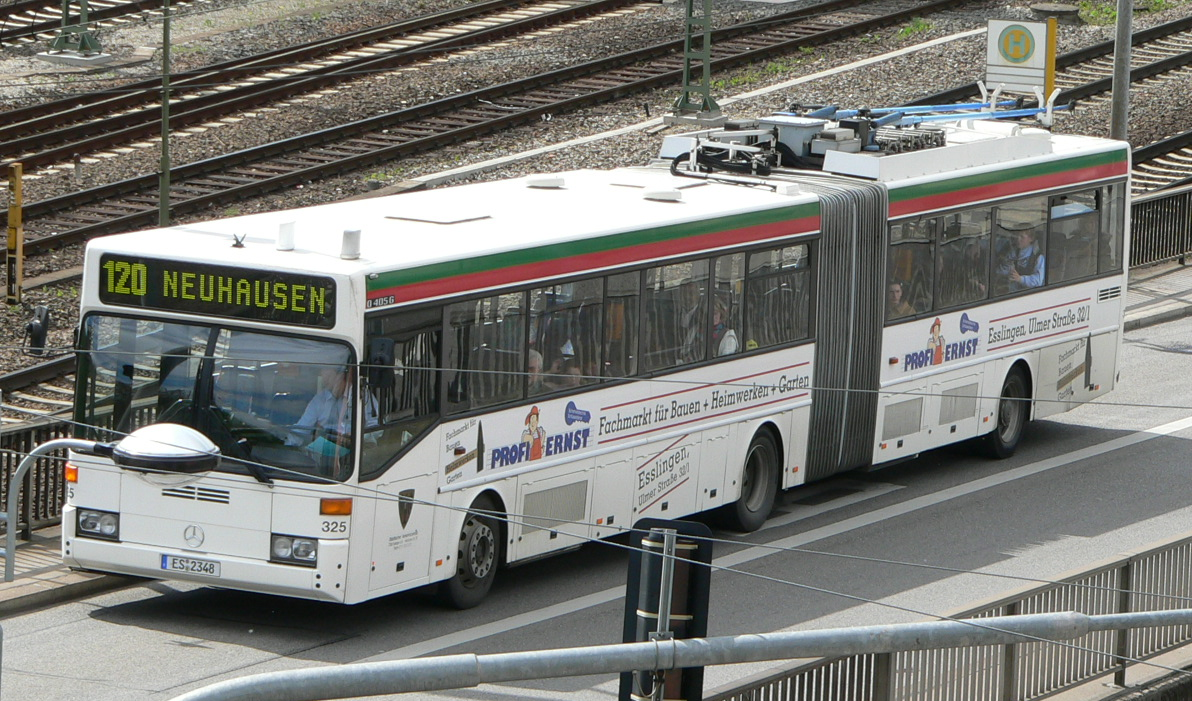
ディーゼルエンジンを搭載した「デュオバス」（2005年撮影）
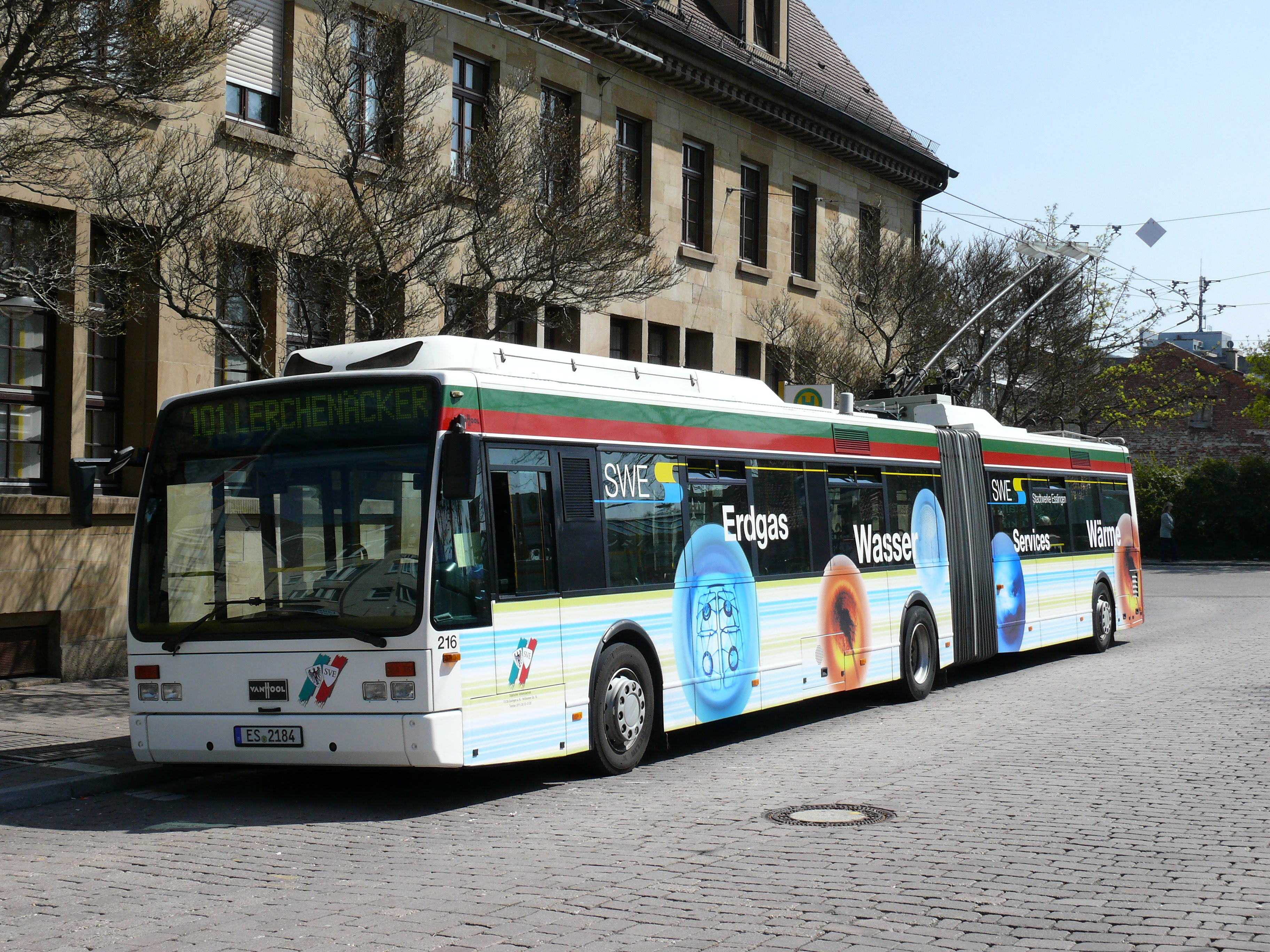
トロリーバス路線初のノンステップバス（2012年撮影）

## 系統
2021年現在、エスリンゲン・アム・ネッカーには以下の2系統のトロリーバス路線が運行している。
| 系統番号 | 経路                                 | 備考・参考 |
| -------- | ------------------------------------ | ---------- |
| 101      | Lerchenäcker - ZOB - Obertürkheim Bf |            |
| 118      | ZOB - Pliensauvorstadt - Zollberg    |            |

## 車両
2025年現在、エスリンゲン・アム・ネッカー・トロリーバスで営業運転に使用されているのは、ソラリスが開発した連節式ノンステップバスであるトロリーノ18である。架線からの集電に加え、内蔵されたリチウムイオン充電池を用いる事で架線が存在しない区間でも走行可能な構造を有しており、2015年から2019年にかけて10両（501 - 510）が導入されており、そのうち4両（501 - 504）は流線形のデザインを有する「トロリーノ18.75 メトロスタイル（Trollino 18.75 MetroStyle）」である。
また、営業運転から撤退した車両についても、1962年から1982年まで使用された22、エスリンゲン・アム・ネッカー・トロリーバス初のノンステップバスとして導入された車両の1両となる213（2002年製）が動態保存車両として在籍する。

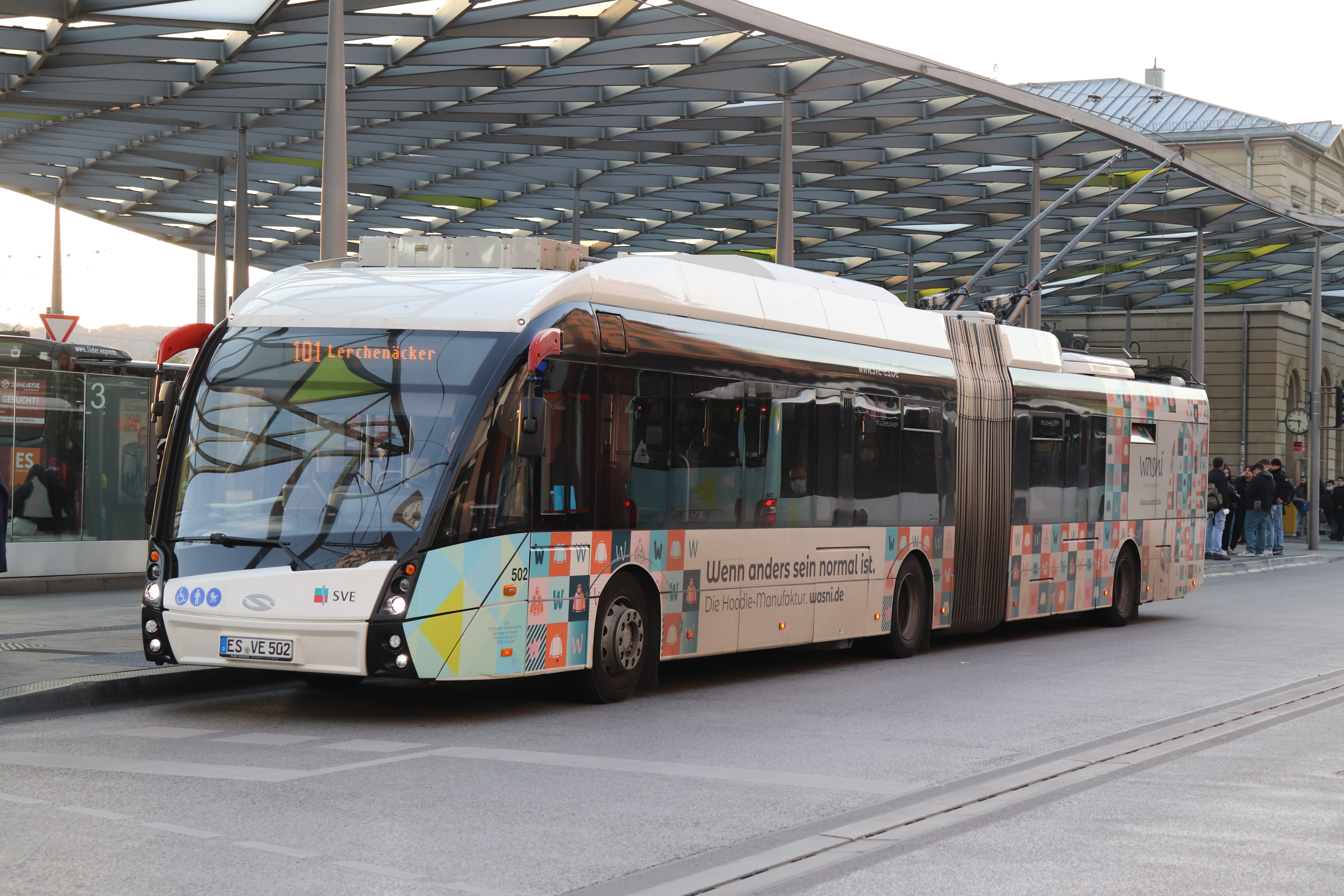
トロリーノ18.75 "メトロスタイル" （2021年撮影）
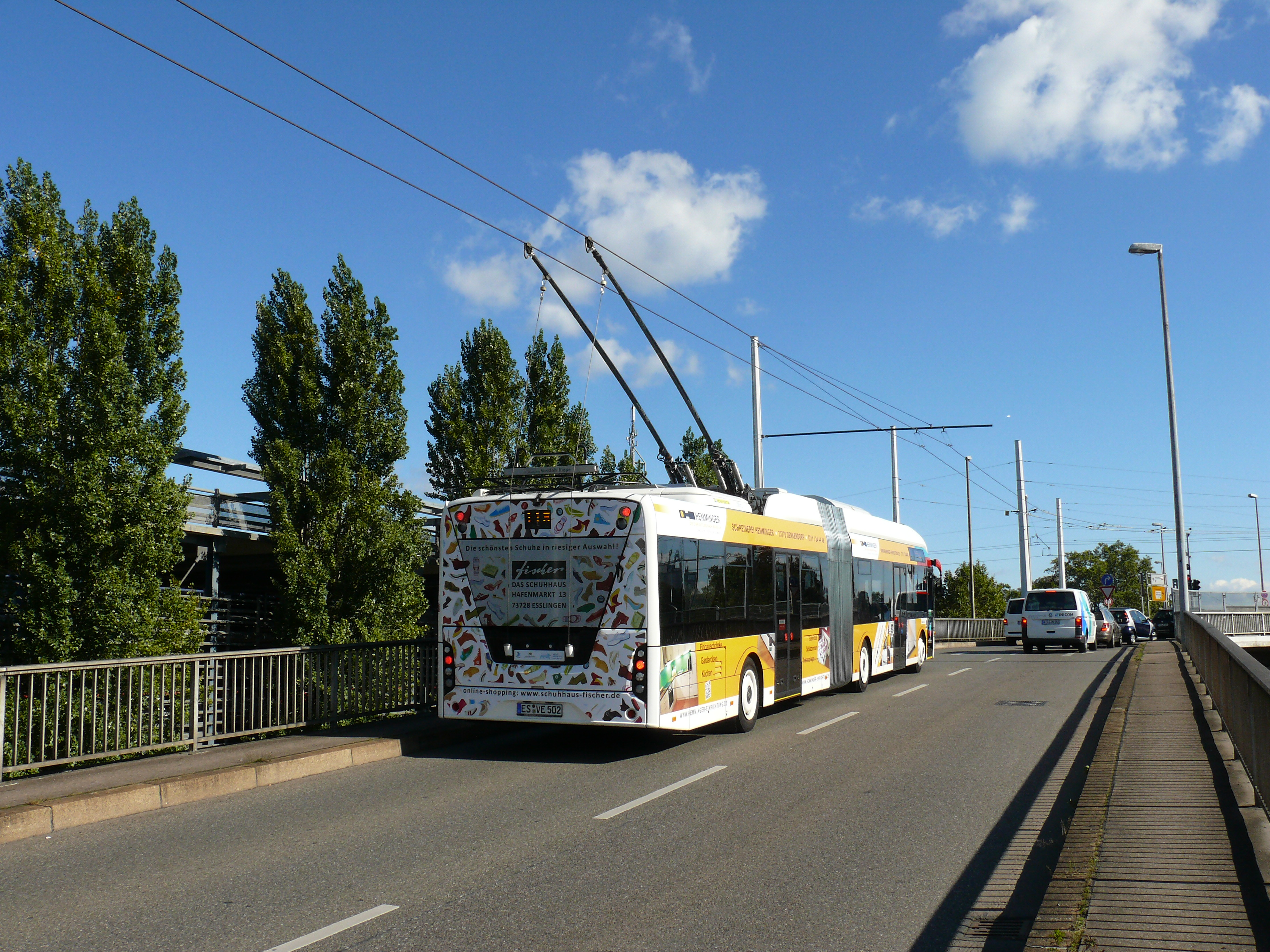
トロリーノ18.75 "メトロスタイル" （後方、2016年撮影）

## 今後の予定
エスリンゲン・アム・ネッカー地方交通会社（SVE）は、既存の路線バスについて環境負荷の軽減を目的に充電池を備えたトロリーバス車両への置き換えを検討している。そのための車両として、当初ベルギーのバンホール製の車両の導入が検討されていたが、同社が破産した事により実現せず、代わりに実施された入札の結果、チェコのシュコダが展開しているシュコダ32Trとシュコダ33Tr（連節バス）、合計46両＋オプション15両分の導入が決定している。